# Matt Willis
Matthew James Willis (Tooting, Londres, 8 de maig del 1983) i és un cantant-compositor anglès. Es va fer famós en un principi gràcies a la banda de pop/pop-rock Busted.

## Biografia
Matt va néixer a Tooting (Londres) però aviat la seva família es va mudar a Surrey i allí va ser on es va criar. Més tard va haver de mudar-se altre cop, aquesta vegada a la població de Wooking, per a poder assistir a l'institut.
Matt no era feliç a l'institut, se'l considerava un noi problemàtic i, encara que en part si ho era, moltes vegades se li acusava de coses que no havia fet. A això se li sumava la separació dels seus pares quan ell tan solament tenia tres anys i els problemes de salut com l'asma, la hiperactivitat i sobretot el seu problema d'ossos que juntament amb la seva rebel·lia va fer que als 10 anys ja s'hagués trencat 28 ossos.
Però una tarda la seva vida va canviar, es trobava en el pub Hasting al costat de la seva família quan aquests li van animar a cantar en el karaoke, ja que deien que mai li havien sentit fer-lo. Matt es va animar a cantar "Don't Look Back in Anger" del grup Oasis i immediatament després de la seva actuació un home li va proposar posar la veu en una de les seves cançons per a un concurs de compositors el "Vivian Ellis Award", Matt va acceptar i la seva vida va seguir un nou camí. Va deixar l'institut i es va apuntar a l'escola teatral Sylvia Young, la qual pagava fent anuncis, programes de televisió, etc. Allí va ser company de coneguts artistes com Llig Ryan (ex component del grup Blue), Tom Fletcher (McFly), Billie Pipier i Amy Winehouse entri altres.
Algunes de les fonts utilitzades per aquest article:
- «Busted Official book». Virging Books, 2003.

## Discografia en solitari
| Any  | Títol                    | Posició a les llistes | Posició a les llistes | Posició a les llistes | Àlbum                    | Discogràfica |
| Any  | Títol                    | UK                    | IRE                   | EU                    | Àlbum                    | Discogràfica |
| ---- | ------------------------ | --------------------- | --------------------- | --------------------- | ------------------------ | ------------ |
| 2006 | Up All Night             | 7                     | -                     | -                     | Don't Let It Go to Waste | Mercury      |
| 2006 | Hey Kid                  | 11                    | -                     | -                     | Don't Let It Go to Waste | Mercury      |
| 2006 | Don't Let It Go to Waste | 19                    | -                     | -                     | Don't Let It Go to Waste | Mercury      |
| 2007 | Crash                    | 31                    | -                     | -                     |                          | Mercury      |